# Víctori, Polieucte, Donat i companys màrtirs de Cesarea
Victori, Polieucte i Donat foren tres cristians romans, màrtirs a Cesarea de Capadòcia, probablement entre els segles iii i iv. Tots tres, amb altres màrtirs de la mateixa ciutat, són venerats com a sants a tota la cristiandat.
No se'n sap res de llurs vides. Ja apareixen citats al Martirologi de Jeroni, amb festivitat el 21 de maig, d'on passaren al Martirologi romà, que els inclou amb altres companys màrtirs sense nom.